# Christian Friedrich Mentel
Christian Friedrich Mentel (* 18. März 1812, nach anderen Quellen auch am 18. März 1822 in Berlin; † 9. Dezember 1897 in Petersburg) war ein deutscher Schneider und Mitglied im Bund der Gerechten.

## Leben
C. F. Mentel war ein Sohn des Berliner Fournierschneiders Christian Friedrich Mentel und der Helene Christiane Mentel geb. Schmidt. Nach der einschlägigen Literatur lebte er in den Jahren 1840–1845 in Paris, London und Hamburg. Auf seiner Wanderschaft als Handwerksbursche wurde er in Paris Mitglied im Bund der Gerechten und ein Anhänger des Sozialisten Wilhelm Weitling, der wie er gelernter Schneider war. Er wurde von German Mäurer in den Bund aufgenommen. Bevor er in seine Heimat zurückkehrte, war er noch bei der Londoner Bundesgemeinde. Hier lernte er Karl Schapper, Joseph Moll, Heinrich Bauer, Hermann Kriege u. a. kennen.
Mentel baute Ende 1845 in Berlin die lokale Organisation des Bundes der Gerechten auf. Am 9. Dezember 1846 wurde er verhaftet. Während andere Gefangene bald wieder freigelassen wurden, blieb er teilweise in strenger Einzelhaft. Noch im selben Jahr legte er in Berlin ein „Geständnis“ ab und verriet zahlreiche Mitglieder des Bundes. Im Prozess widerrief er seine Aussagen. Laut Akten des Berliner Criminalgerichts M 3. wurde er am 14. Juni 1847 unter Anrechnung des Untersuchungs-Arrestes wegen strafbarer Gesellenverbindung und wissentlicher Verbreitung verbotener Schriften verurteilt. 1849 laufen erneut Untersuchungen gegen ihn. Auf Grund seiner Aussagen wurde Eduard Meyen zu zwei Jahren Festungshaft urteilt und Mentel hatte insgesamt über einhundertundzwanzig Bundesmitglieder der Polizei namhaft gemacht. Sein Bundesbeiname war Fritz Potsdammer. Er sprach sowohl Deutsch als auch Französisch.
1854 nahmen Wermuth und Stieber an, dass er sich zu diesem Zeitpunkt in „Amerika“ befand. Nach dem Census für den Staat Virginia lebte Christian Friedrich Mentel mit seiner Frau Fredericke Mentel geb. Bredehorst und drei Kindern als Schneider in Petersburg (Virginia). Auf dem Blandford Cemetery im Südosten der Stadt befand sich noch 1937 seine Grabstätte.